# 木凉镇
木凉乡，是中华人民共和国重庆市南川区下辖的一个乡镇级行政单位。

## 行政区划
木凉乡下辖以下地区：
玉岩铺村、云都寺村和汉场坝村。